# Bairdia raripila
Bairdia raripila är en kräftdjursart. Bairdia raripila ingår i släktet Bairdia och familjen Bairdiidae. Inga underarter finns listade.